# Щекотск
Щекотск (бел. Шчакоцк) — деревня в Ивановском районе Брестской области Белоруссии. Входит в состав Лясковичского сельсовета. Население — 115 человек (2019).

## География
Щекотск расположен в 6 км к северу от города Иваново. Деревня находится в километре к западу от автодороги Иваново — Мотоль, связана с ней местной дорогой. Местность принадлежит бассейну Днепра, рядом с деревней находится исток небольшой реки Саморувка (приток реки Неслуха). Ближайшая ж/д станция в Иваново (линия Брест — Пинск — Гомель).

## Достопримечательности
- Пункт геодезической Дуги Струве.
- Дворы однорядного погонного типа на одной усадьбе[3].